# Uncarina roeoesliana
Espèce
Classification phylogénétique
Uncarina roeoesliana est une espèce de plantes à fleurs de la famille des Pedaliaceae.

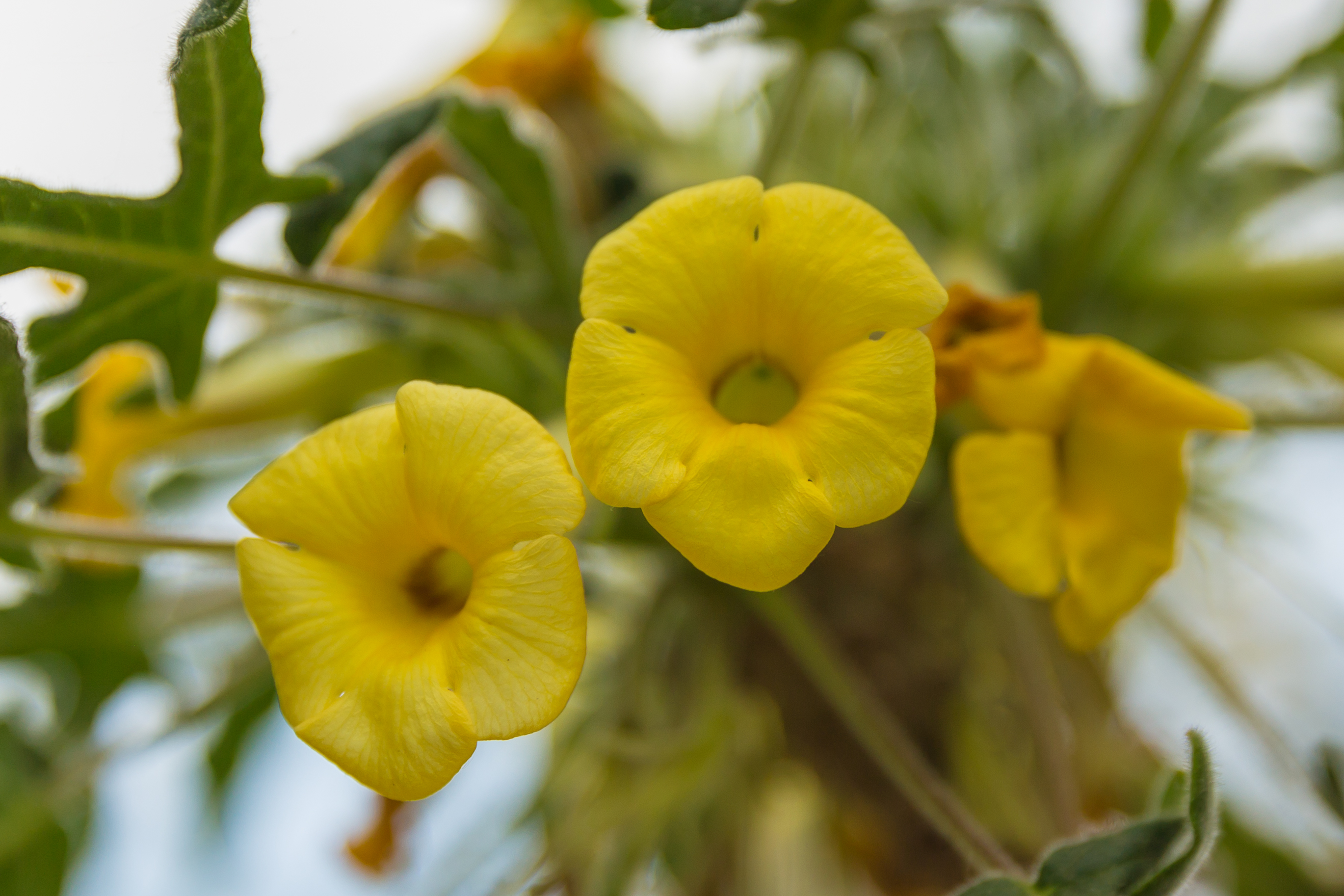
Uncarina roeoesliana (fleurs)